# Симосува
Симосува (яп. 下諏訪町 Симосува-мати) — посёлок в Японии, находящийся в уезде Сува префектуры Нагано. Площадь посёлка составляет 66,90 км², население — 20 745 человек (1 августа 2014), плотность населения — 310,09 чел./км².

## Географическое положение
Посёлок расположен на острове Хонсю в префектуре Нагано региона Тюбу. С ним граничат города Мацумото, Сува, Окая и посёлок Нагава.

## Население
Население посёлка составляет 20 745 человек (1 августа 2014), а плотность — 310,09 чел./км². Изменение численности населения с 1980 по 2005 годы:
| 1980 | 26 574 чел. |  |
| 1985 | 26 567 чел. |  |
| 1990 | 25 519 чел. |  |
| 1995 | 24 535 чел. |  |
| 2000 | 23 930 чел. |  |
| 2005 | 22 863 чел. |  |

## Символика
Деревом посёлка считается сакура, цветком — рододендрон.